# 哈米德·阿里·拉奥
哈米德·阿里·拉奥，印度前外交官，曾任印度駐沙特阿拉伯大使、印度駐日內瓦裁軍談判會議印度及常駐代表等職務。

## 經歷
2007年12月至2011年9月，哈米德·阿里·拉奥任印度駐日內瓦裁軍談判會議印度及常駐代表。
2011年9月至2015年4月，任印度駐沙特阿拉伯大使。